# Reuleuet
Reuleuet är en ort i Indonesien.   Den ligger i provinsen Aceh, i den västra delen av landet, 1 700 km nordväst om huvudstaden Jakarta. Reuleuet ligger 9 meter över havet och antalet invånare är 40 393.
Terrängen runt Reuleuet är platt åt nordost, men åt sydväst är den kuperad. Havet är nära Reuleuet åt nordost.Runt Reuleuet är det tätbefolkat, med 591 invånare per kvadratkilometer. Det finns inga andra samhällen i närheten. Trakten runt Reuleuet består till största delen av jordbruksmark.